# Pratibha Patil
Pratibha Devisingh Patil (hindi: प्रतिभा देवीसिंह पाटील), née le 19 décembre 1934 à Nadgaon (Maharashtra), est une femme d'État indienne, présidente de l'Inde du 25 juillet 2007 au 25 juillet 2012,,. Elle est la première femme à accéder à cette fonction.

## Biographie

### Jeunesse et formation
Après ses études au R.R. School de Jalgaon, elle décroche un M.A. du Mooljee Jaitha (M.J.) College (affilié à la North Maharashtra University, Jalgaon) et obtient un diplôme de droit du collège du Gouvernement à Mumbai (affilié à l'université de Bombay). Pendant ses années de collège, elle était excellente en tennis de table, gagnant de nombreux championnats inter-collèges. En 1962, Pratibha Patil est élue reine du M.J. College.
Elle exerce alors la profession d'avocat mais la politique va vite devenir sa principale activité.
Elle épouse en troisièmes noces un professeur, Devisingh Ransingh Shekhawat, le 7 juillet 1965. Le couple a un fils et une fille.

### Carrière politique
Pratibha Patil entame sa carrière politique en 1962 à l'âge de 27 ans en étant élue à l'Assemblée législative du Maharashtra sous l'étiquette du Congrès national indien. Grâce à son mentor Yashwantrao Chavan, alors chef de file du parti du Congrès et ministre-en-chef du Maharashtra de 1960 à 1962, elle devient cinq ans plus tard ministre adjointe de l'Éducation dans le cabinet du ministre-en-chef Vasantrao Naik.
Sous le mandat suivant (1972-1978), elle devient ministre à part entière, avant de se voir confier dans les gouvernements successifs du Congrès, le portefeuille du tourisme et celui des conditions sociales sous la direction de plusieurs autres ministres-en-chef du Maharashtra : Vasantdada Patil, Babasaheb Bhosle, S. B. Chavan et Sharad Pawar. Elle est continuellement réélue à l'Assemblée de l'État jusqu'en 1985, date à laquelle elle accède à la Rajya Sabha, la chambre haute du Parlement indien, toujours affiliée au Parti du Congrès. Elle est ensuite députée d'Amravati à la Lok Sabha, la chambre basse, de 1991 à 1996.

#### Gouverneure du Rajasthan
Elle devient ensuite le 16e gouverneur du Rajasthan, également première femme à être désignée à ce poste depuis Lucy Demare.

#### Présidence
Le 14 juin 2007, l'Alliance progressiste unie (UPA), la coalition de centre-gauche dirigée par le Congrès, désigne Pratibha Patil candidate pour l'élection présidentielle. Elle est une candidate du compromis proposée par Sonia Gandhi alors que les partis de gauche ne trouvent pas d'accord, sa loyauté à la famille Nehru-Gandhi étant largement reconnue comme un facteur majeur dans sa désignation ainsi que le fait qu'elle puisse devenir la première femme présidente de l'Inde. La présidente de l'UPA Sonia Gandhi qualifie ainsi sa désignation comme un fait historique en Inde au moment du 60e anniversaire de l'Indépendance.
Avant de quitter Jaipur pour New Delhi, Pratibha Patil remercie Sonia Gandhi de l'avoir choisie et déclare que son premier geste en tant que présidente serait de mettre en place la loi garantissant l'emploi rural, le National Rural Employment Guarantee Act (NREGA) afin de contribuer au succès de l'UPA. À Delhi, elle affirma qu'elle ne sera pas une présidente au rabais.
Accompagnée par le Premier ministre Manmohan Singh et la présidente du Congrès Sonia Gandhi, le 23 juin elle remplit son formulaire de candidature, ensuite validée après le scrutin. Elle affronte Bhairon Singh Shekhawat, le candidat soutenu par la NDA. Elle visite les capitales des États afin d'obtenir des soutiens. Le leader d'opposition L K Advani intervint à la commission des élections en Inde afin d'obtenir que Pratibha Patil déclare ses biens, ce qui est rejeté par la Commission.
Le Shiv Sena, pourtant un allié important de la NDA, apporte son soutien à Pratibha Patil en déclarant qu'elle serait la première maharatie à accéder à un poste aussi prestigieux.